# Florence Cathrin Armstrong
Florence Cathrin Armstrong, född 18 mars 1843, död 9 januari 1890, var en irländsk psalmförfattare. 1875 utkom hennes bok The King in His beauty, and other hymns. 

## Psalm
- O, att få hemma vara nr 760 i Svenska Missionsförbundets Sångbok 1920. I svensk översättning av Erik Nyström.